# 태안 안흥진성
안흥성(安興城)은 대한민국 충청남도 태안군 근흥면 정죽에 있는 조선시대의 안흥성이다. 1973년 12월 24일 충청남도의 기념물 제11호로 지정되었다.

## 개요
충청남도 태안군 근흥면 정죽리 해안의 안흥마을 뒷산에 있는 산성으로, 본래 ‘안흥진성’이었으나 보통 안흥성이라 부르고 있다. 이 곳은 조선시대 중국에서 오는 사신을 맞이하던 곳이며, 또한 군사적 요충지이기도 했다.
성의 둘레는 약 1500m이고, 성벽의 높이는 3∼4m이다. 조선 효종 때 경기도 선비인 김석견이 성을 쌓을 것을 바라는 상소를 올리자, '이 지역은 바닷가에서 10여 리 튀어나와 있는 천연의 요새지이므로, 군대를 주둔시키고 양식을 저장하면 훌륭한 진영이 될 것이다'라는 신하들의 말을 듣고 당시 인근지역 19개 군민을 동원하여 성을 쌓았다.
동·서·남·북 4곳에 설치한 성문의 형체가 뚜렷하게 남아있어, 당시 성의 위용을 짐작할 수 있다. 동문은 수성루, 남문은 복파루, 서문은 수홍루, 북문은 감성루라 하였는데, 현재는 입구만 남아 있다.
성안에는 20여 호의 가구가 살고 있으며, 성안 동문쪽에 영의정 김좌근의 불망비와 비각이 있다.

## 참고 자료
- 안흥성 - 국가유산청 국가유산포털